# Nikolaus Gabelmann
Nikolaus Gabelmann (? – Mezőkeresztes, 1596. október 26.) pedagógus, hadtörténetíró.

## Élete
Mecklenburgból származott, jogi tanulmányokat végzett. 1585 és 1587 közt késmárki rektor volt és Fröhlich Jánost tanította. Ekkor Horváth Gergely ajánlatára Nádasdy Ferenc udvarába került és ennek csepregi kollégiumát (alap-, közép és felsőfokot magába foglaló iskoláját) vezette 1587–1588 között. 1589-től Páduában folytatta tanulmányait, 1591-től a gráci főiskola tanára lett. 1593-tól Rudolf magyar király Nádasdy ajánlatára a hosszú török háború alatt hadi történetíróvá nevezte ki, s Gabelmann ténylegesen részt is vett a Karl von Mansfeld-féle hadjáratban. Jelen volt Esztergom ostrománál és Mansfeld halála után is a hadseregnél maradt. A mezőkeresztesi csatában halt meg.

## Munkái
1. Monomachia Hvngaro Tvrcica, Dvobus Carminvm Libris conscripta... licet aliarum quoq. plurimarum rerum expositio conueniens sit facta: ex qua praesens Hungariae status, et praecipuorum belli ducum virtus atq. variorum Certaminum genera Hungarorum cum Turcis possint deprehendi. Adiecta sunt etiam Dvo Poemata eiusdem autoris: Alterum de insigni Victoria Turcica XXI. Aug. iuxta Calend. Greg. Proxime reportata: Alterum de laudibus regni Hungariae. Monyorókerék, 1588
2. Mansfeldiana militia hungarica. Hoc est: Panegyris et vera methodica narratio de virtutibus, vita, moribus, progressu, disciplina belli rebus gestis, morte illustrissimi Caroli, magnanimi principis atque comitis in Mansfeld... Quibus neruosa militari prudentis elucescit laboriosa expugnatio Strygonii et Vizzegradi. Sicuti etiam habita praelio cum Turcis et velicationes. Consignata in ipsis castris Strigoniensibus, Anno M.D.XCV. a Nicolao Gablinan qui gloriosiss. Caes. aug. Rodolphi II. iussu interfuit omnibus rebus... Francofurti, 1597